# Stella-Marion
Die Stella-Marion war ein Dampfschiff auf dem Newfound Lake in New Hampshire. Sie wurde von 1897 bis 1900 in Hebron gebaut und diente bis zu ihrem Untergang nach einem Feuer im Jahr 1915 als Versorger, Schlepper, Ausflugsdampfer und Postlinienschiff.

## Schiff
Die Stella-Marion wurde von einem ortsansässigen Handwerker in Streifenbauweise auf Eichenspanten und -kiel aus Holz aus dem umliegenden Wald gebaut. Die Streifen waren zwei Zoll breit, einen Zoll stark und wurden mit galvanisierten Eisennägeln befestigt. Ein im Wald der Erbauerfamilie gefundener, passend gekrümmter Eichenstamm bestimmte die Stevenform. Das Schiff war 49 ½ Fuß lang und 10 Fuß breit (etwa 15,1 × 3,6 Meter), hatte vor der Maschine einen geschlossenen Salon und ein überdachtes Achterschiff, fasste etwa 50 Passagiere und war mit einer Einfach-Dampfmaschine ausgestattet. Als Brennmaterial diente Holz, von dem für eine dreitägige Schleppfahrt 1,5 Cord an Bord genommen wurden. 1911 wurden eine Verbunddampfmaschine und ein neuer Kessel eingebaut und wenig später die Feuerung auf Kohle umgestellt. Die neue Antriebsanlage war leistungsstärker und gab dem Schiff eine höhere Endgeschwindigkeit. Die Versorgung mit Kohle war einfacher, schneller und platzsparender als zuvor mit Brennholz. Als Ballast dienten Steine unter dem Kabinenboden. Das Schiff war mit Rettungswesten ausgerüstet, die unter den Sitzbänken angebracht waren. Sie wurden jedes Frühjahr überholt und nie benutzt.

## Geschichte
Um 1893/94 beschäftigte sich der Betreiber von Camp Pasquaney, einem Ferienlager am Ostufer, mit der Möglichkeit, ein Schiff zu kaufen oder bauen zu lassen, um ein von ihm geplantes weiteres Camp am See versorgen zu können. Der dafür vorgesehene Ort am See war zu dieser Zeit über Land nicht zu erreichen. Er unterbreitete seine Überlegung einem örtlichen Handwerker, Ambrose S. Adams, der es übernahm, selbst ein geeignetes Schiff zu entwerfen und zu bauen. Der letztliche Baubeschluss fiel 1897. Als Werft diente der Besitz des Erbauers in Hebron. Der Bau dauerte bis 1900, der fertiggestellte Rumpf wurde im Frühjahr von vier Ochsengespannen etwa eine Meile weit zum See geschleift, zu Wasser gelassen und in die Sanborn Bay verholt, wo das Schiff für 1250 Dollar fertiggestellt wurde. Der offizielle Stapellauf datiert auf den 5. Mai 1900. Ein genaues Taufdatum ist nicht bekannt, der Name Stella-Marion wurde schon davor benutzt. Zu den Aufgaben der Stella-Marion gehörte der Zubringer- und Versorgerdienst für am See liegende Ferienlager. Für Campingausflüge hatten diese Ruderboote und Kanus benutzt, was bei aufkommenden stärkeren Winden schnell gefährlich werden konnte. Der Dampfer trug die Kanus quer auf dem Salondach und schleppte die Ruderboote mit Gepäck von und zu den Camps. Daneben diente er zunächst dem Angel- und Ausflugsverkehr. Es wurden bis zu drei Rundfahrten um den See pro Tag gefahren. Der Bedarf für eine größere Passagierkapazität führte 1902 zum Bau einer Schute, die etwa 100 weitere Passagiere aufnehmen konnte. Gelegentlich spielte die Stadtband aus Bristol auf den Fahrten, woraus die Idee zu Tanzveranstaltungen an Bord entstand. Daneben diente der Dampfer im Frühjahr nach der Schneeschmelze als Schlepper für Säge- und Stammholz, das bei Hebron an der Mündung des Cockermouth River zu losen Flößen gebündelt, in Schlepp genommen und nach Bristol gebracht wurde. Eine solche Fahrt konnte Tage dauern und gefährlich werden, wenn das Floß das Schiff einholte oder dieses von Böen vom Kurs abgebracht wurde.
1906 wurde eine Postdampferroute auf dem See eingerichtet, und die Stella-Marion übernahm auch diesen Dienst. Post wurde in Kästen an Bojen und auf Stegen geliefert oder Empfängern ausgehändigt, die dem Boot entgegenruderten. Der Fahrplan sah eine Abfahrt um 1:25 Uhr am unteren Seeende vor und ging mit fest eingeplanten Zwischenhalten gegen den Uhrzeigersinn einmal im Kreis um den See. Die Ankunft am Ausgangsanleger war auf 4:30 Uhr geplant. Die 1911 neu eingebauten Verbunddampfmaschine und Kessel war effizienter und leistungsstärker als die alte Anlage, aber der Schiffseigner hielt in Anbetracht des aufkommenden Autoverkehres und des damit verbundenen Straßenbaus die Aussichten für den Dampfschiffsverkehr für begrenzt und verkaufte sein Schiff 1912 an einen Mann aus Bristol, der es in Fahrt hielt, bis es am 27. August 1915 abbrannte und sank. Das Wrack wurde nach 1970 zufällig von einer Tauchschule in der Pasquaney Bay auf 50 Fuß Tiefe entdeckt. 1984 führte ein Dozent der Plymouth State University als Übung in Unterwasserarchäologie eine Tauchexkursion zum Wrack durch. Dabei und bei einer weiteren Exkursion wurden Gegenstände geborgen und das Wrack vermessen. Pläne, die Maschinen zu bergen und in einen originalgetreuen Nachbau einzubauen, erwiesen sich als zu teuer.
Ein Nachfolgeboot, die Stella-Marion II, war mit zwölf Metern Länge kürzer und mit einem 4-Zylinder-Viertaktmotor von Peerless ausgestattet, der eine Leistung von 25 bis 35 PS erbrachte. Dieses Boot wurde 1921 zum Lake Winnipesaukee verkauft und befand sich 1984 in Kanada.